# Відділення військової підготовки Фахового коледжу морського транспорту Національного університету «Одеської морської академії»

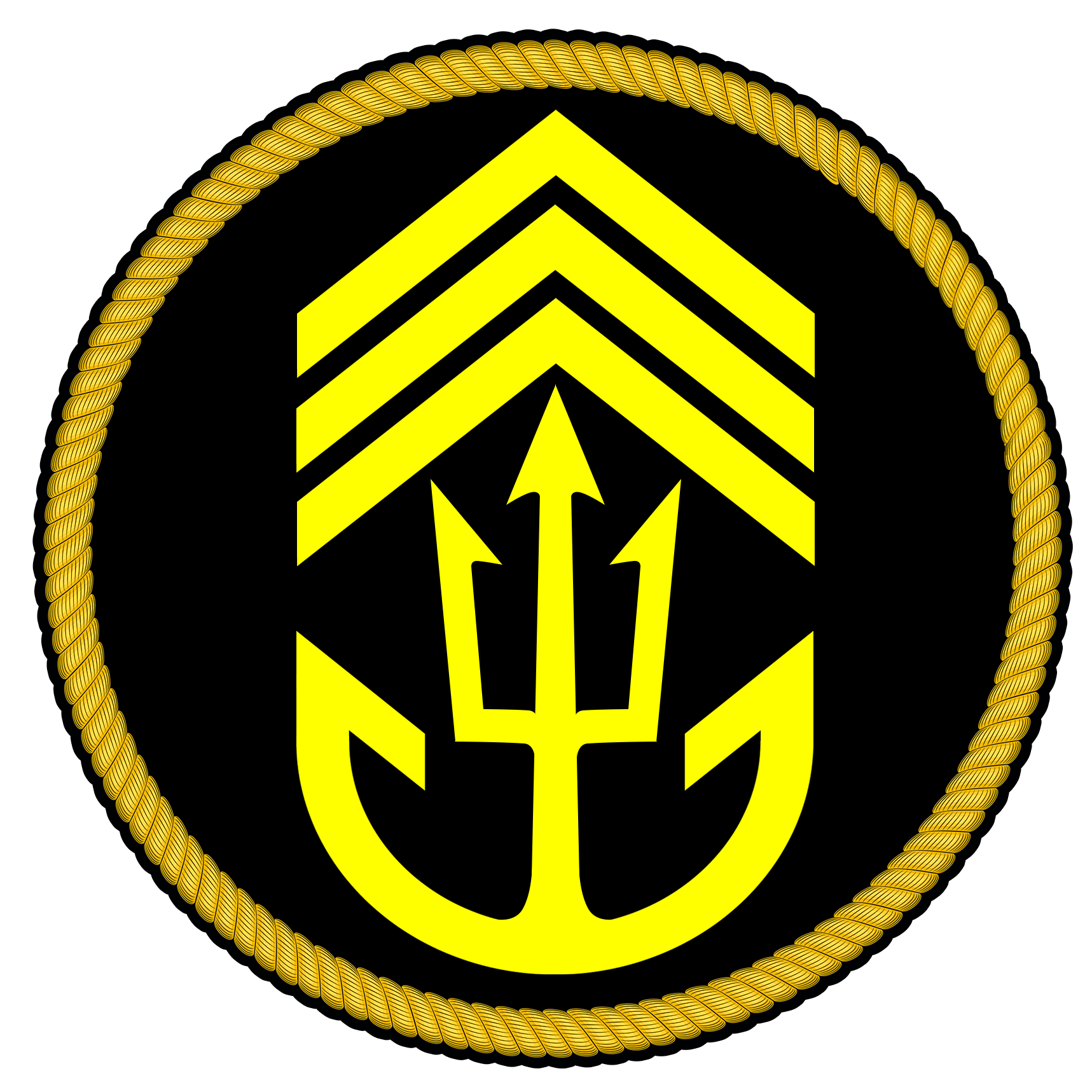
Нарукавний знак Відділення військової підготовки Фахового коледжу морського транспорту НУ "ОМА"

Відділення військової підготовки Фахового коледжу морського транспорту (ВВП ФКМТ) — відокремлений підрозділ Фахового коледжу морського транспорту НУ ОМА, навчальний заклад з підготовки спеціалістів старшин та сержантів для надводних кораблів та берегових частин Вйськово-Морських Сил Збройних Сил України, що розташований у Одесі за адресою вул. Успенська 28.
Відділення військової підготовки Фахового коледжу морського транспорту Національного університету «Одеська морська академія» є правонаступником Військово-морського коледжу старшинського складу Академії військово-морських сил імені П.С.Нахімова.

## Історія
Постановою Кабінету Міністрів України від 03.07.2000 № 1057 при Севастопольському військово-морському ордена Червоної Зірки інституті імені П.С.Нахімова, для задоволення потреб ВМС ЗС України у військових фахівцях з кваліфікацією «молодший спеціаліст», був створений Військово-морський коледж СВМІ імені П.С.Нахімова.
Постановою Кабінету Міністрів України від 13.05.2009 № 467 «Про заходи щодо подальшої оптимізації мережі вищих військових навчальних закладів та військових навчальних підрозділів вищих навчальних закладів» та наказом Міністра оборони України від 19.06.2009 № 323 «Про заходи щодо реорганізації Севастопольського військово-морського ордена Червоної Зірки інституту імені П.С.Нахімова» Військово-морський коледж Севастопольського військово-морського ордена Червоної Зірки інституту імені П.С.Нахімова реорганізовано у Військово-морський коледж старшинського складу Академії військово-морських сил імені П.С.Нахімова.
04.04.2014 року особовий склад Військово-морського коледжу старшинського складу Академії військово-морських сил імені П.С.Нахімова та Академії військово-морських сил імені П.С.Нахімова почали передислокацію з міста Севастополь та вночі 05.04.2020 прибули до м.Одеса .
Постановою Кабінету Міністрів України від 04.06.2014 № 163 «Про утворення факультету військово-морських сил Одеської національної морської академії та відділення військової підготовки Морехідного коледжу технічного флоту Одеської національної морської академії», спільного наказу Міністерства оборони України та Міністерства освіти і науки України від 12.06.2014 № 384/707 «Про заходи щодо утворення факультету військово-морських сил Одеської національної морської академії та відділення військової підготовки Морехідного коледжу технічного флоту Одеської національної морської академії» створено відділення військової підготовки Морехідного коледжу технічного флоту Одеської національної морської академії. Згідно з постановою, ад'юнкти, курсанти і студенти академії імені Нахімова із Севастополя продовжать навчання в Одесі.
У 2015 році на базі Факультету військово-морських сил та Відділення військової підготовки Морехідного коледжу технічного флоту Національного університету «Одеська морська академія» було сформовано дві стрілецькі роти та проведено польові збори з участю інструкторів з 1 окремого батальйону морської піхоти під загальним керівництвом полковника Конотопенка Олександра Яковича.  
2016 році курсанти Відділення військової підготовки Морехідного коледжу технічного флоту Національного університету «Одеська морська академія» взяли участь у Військовому параді з нагоди 25 річниці Незалежності України.
4 березня 2017 року в Одесі відбулися урочисті заходи, присвячені випуску старшинського складу ВВП МКТФ. Це був перший одеський випуск набору 2014 року.  30 курсантів отримали вищу освіту за спеціалізаціями експлуатації корабельних радіотехнічних засобів та засобів зв'язку, корабельного ракетно-артилерійського озброєння. Випускники проходитимуть службу на кораблях і катерах, частина з них поповнить підрозділи військ берегової оборони та морської авіації, стане інструкторами в навчальному центрі.
У 2017 році курсанти та офіцери  Відділення військової підготовки Морехідного коледжу технічного флоту Національного університету «Одеська морська академія» взяли участь у Військовому параді з нагоди 26 річниці Незалежності України.
10 березня 2018 року в Одесі відбулися урочисті заходи, присвячені випуску старшинського складу ВВП МКТФ. Другий випуск ВВП МКТФ. 32 курсанти отримали вищу освіту за спеціалізаціями експлуатації корабельних радіотехнічних засобів та засобів зв'язку, корабельного ракетно-артилерійського озброєння. Випускники проходитимуть службу на кораблях і катерах, частина з них поповнить підрозділи військ берегової оборони та морської авіації, стане інструкторами в навчальному центрі.
3 серпня 2018 року розпочався похід катерів Військово-Морських Сил ЗС України «Нова Каховка» (А542), «Сміла» (А541) та «Чигирин» (А540) із залученням курсантів 2-го та 5-го курсів Інституту ВМС та курсантів 2-го курсу Відділення військової підготовки Морехідного коледжу. 
Під час походу заплановано проведення морської практики курсантів та відвідування портів Гельджук (Турецька Республіка), Констанца (Румунія) і Варна (Республіка Болгарія).
У 2018 році курсанти та офіцери  Відділення військової підготовки Морехідного коледжу технічного флоту Національного університету «Одеська морська академія» взяли участь у Військовому параді з нагоди 27 річниці Незалежності України.
Протягом трьох тижнів курсанти удосконалять свої теоретичні знання, опанують практичні навички за спеціальностями, ознайомляться з навчальним процесом та навчально-матеріальною базою військово-морських навчальних закладів країн, які заплановано до відвідування.
9 березня 2019 року в Одесі відбулися урочисті заходи, присвячені випуску старшинського складу ВВП МКТФ. Третій випуск ВВП МКТФ. 36 курсантів отримали вищу освіту за спеціалізаціями експлуатації корабельних радіотехнічних засобів та засобів зв'язку, корабельного ракетно-артилерійського озброєння. Випускники проходитимуть службу на кораблях і катерах, частина з них поповнить підрозділи військ берегової оборони та морської авіації, стане інструкторами в навчальному центрі.
У 2019 році курсанти 1 курсу пройшли польові збори за програмою "Курс лідерства" (базовий рівень) на полігоні "Чорноморський" з відпрацюванням тактики ведення вогневого бою та провели практичні стрільби з стрілецької зброї.
У 2019 році вперше до Відділення військової підготовки було набрано для навчання дівчат з числа цивільної молоді.
У 2019 році курсанти 2 курс пройшли корабельну практику під час походу катерів Військово-Морських Сил Збройних Сил України за маршрутом Одеса – Гельджук (Турецька Республіка) - Варна(Республіка Болгарія) - Констанца (Румунія) - Одеса в період з 06 по 25 серпня 2019 року.
Протягом трьох тижнів курсанти удосконалять свої теоретичні знання, опанують практичні навички за спеціальностями, ознайомляться з навчальним процесом та навчально-матеріальною базою військово-морських навчальних закладів країн, які заплановано до відвідування.
Варто зазначити, що у ВМС ЗС України це вже четвертий міжнародний катерний похід курсантів після передислокації у 2014 році з території АР Крим та міста Севастополя. Практику таких походів було започатковано у 2016-му, а другий і третій похід відбувся влітку 2017 і 2018 року відповідно.
У 2019 - 2020 курсанти Відділення військової підготовки Морехідного коледжу технічного флоту Національного університету «Одеська морська академія» беруть участь в державній програмі випробування берегового ракетного комплексу Р-360 МЦ "Нептун".
7 березня 2020 року в Одесі відбулися урочисті заходи, присвячені випуску старшинського складу ВВП МКТФ. Четвертий випуск ВВП МКТФ. 33 курсанти отримали вищу освіту за спеціалізаціями експлуатації корабельних радіотехнічних засобів та засобів зв'язку, корабельного ракетно-артилерійського озброєння. Випускники проходитимуть службу на кораблях і катерах, частина з них поповнить підрозділи військ берегової оборони та морської авіації, стане інструкторами в навчальному центрі.
У 2020 році  з 01.06.2020 по 20.06.2020 року курсанти 1 курсу пройшли польові збори та шлюпочну практику за програмою "Курс лідерства" (базовий рівень) на полігоні "Чорноморський" та в морі на базі шлюпок ЯЛ - 6 з відпрацюванням тактики ведення вогневого бою, висадки морського десанту з моря на необладнанне узбережжя, управління ЯЛ - 6 та виконували практичні стрільби з стрілецької зброї.

## Структура
- Управління
- Навчальна частина
  - Циклова комісія озброєння
  - циклова комісія природничо-наукових та загальновійськових дисциплін
  - Циклова комісія кораблеводіння та корабельної енергетики
  - Циклова комісія з гуманітарних дисциплін
- Група морально-психологічного забезпечення
- Навчальний курс

## Напрями підготовки

### з 2014 по 2019 рік Кваліфікацфйний рівень "Молодший спеціаліст"[11]
- 172 Телекомунікації та радіотехніка
  - Експлуатація корабельних радіотехнічних засобів та засобів зв'язку
  - Експлуатація корабельного ракетно-артилерійського озброєння
  - Експлуатація протичовнового та мінно-торпедного озброєння
- 271 Річковий та морський транспорт
  - Експлуатація корабельних електроенергетичних установок
  - Кораблеводіння
  - Обслуговування пошуково-рятувальної апаратури

### З 2020 року освітньо- професійний ступінь "Фаховий молодший бакалавр"[12][13]
- 255 Озброєння та військова техніка (К7 Озброєння та військова техніка)
  - Експлуатація корабельних радіотехнічних засобів та засобів зв'язку
  - Експлуатація корабельного ракетно-артилерійського озброєння
  - Експлуатація протичовнового та мінно-торпедного озброєння
  - Експлуатація корабельних енергетичних установок
  - Кораблеводіння
  - Обслуговування пошуково-рятувальної апаратури
  - Експлуатація морських безекіпажних систем (Комплексів)
  - Організація експлуатації, зберігання та технічного обслуговування (ремонту) морських безекіпажних систем (комплексів)

### Курси військової підготовки осіб сержантського (старшинського) складу з вищою освітою
- Підготовка осіб сержантського (старшинського) складу з вищою освітою (за освітньо кваліфікаційним рівнем “молодший спеціаліст”),(не за фахом)
  - Особи сержантського (старшинського) складу, які включені до планів переміщення (плануються для призначення) на посади що передбачають освітньо - кваліфікаційний рівень “молодший спеціаліст” за високотехнологічною ВОС.

## Керівництво

### Начальники Відділення військової підготовки Морехідного коледжу технічного флоту Національного університету "Одеська морська академія"
- Тимчасовий виконувач обов'язків 2014 - 2015 роки,  капітан 2 рангу Гончаренко Вадим Олександрович[14]
- Тимчасовий виконувач обов'язків 2015 - 2017 роки, капітан 2 рангу Лавренчук Сергій Миколайович[15]
- з 2017 року, капітан 1 рангу Шпаковський Генадій Станіславович[16][17]

### Заступники начальника відділення - начальники навчальної частини
- 2014 - 2018 роки, капітан 2 рангу Обушевський Євгеній Іванович
- 2018 - 2020 роки, капітан 2 рангу Матюшкін Олександр Вікторович[18][19]
- з 2020 року, капітан 2 рангу Бодня Іван Анатолійович[20][21][17]

### Заступники начальника відділення з морально - психологічного забезпечення
- з 2016 року, капітан 2 рангу Фіялковський Микола Миколайович[17]

### Головні старшини
- 2014 - 2015 роки, старший прапорщик Сафоник Володимир Миколайович
- з 2015 року, старший мічман Ліподат Сергій Петрович[22]

## Відомі випускники
- головний старшина Мельничук Олег Михайлович[23][24]

## Участь у військових конфліктах
- Анексія Автономної Республіки Крим
- Російська збройна агресія проти України (з 2014)